# Il tempo che verrà
Il tempo che verrà è un brano contenuto nel CD Amami di Arisa pubblicato nel 2012 dalla Warner Music Italy.
Il brano è stato utilizzato come colonna sonora del film di Ricky Tognazzi Tutta colpa della musica, uscito nelle sale il 9 settembre 2011.
Il brano è stato pubblicato per la prima volta nell'EP Arisa per Natale su iTunes.

## Tracce
1. Il tempo che verrà – 3:28 (testo: Giuseppe Anastasi, Arisa – musica: Gioni Barbera)